# Eustáquio da Flandres
Eustáquio da Flandres (em francês:  Eustache da Flandre) foi regente de Salonica de 1209 a 1216.  
Era o filho menor do conde Balduíno V de Hainaut e da condessa Margarida I da Flandres. Seus irmãos maiores Balduíno I e Henrique da Flandres foram os dois primeiros imperadores latinos de Constantinopla.
Eustáquio provavelmente não participou da Quarta Cruzada (1202-1204). É mencionado pela primeira vez como general de seu irmão Henrique da Flandres em fins de 1206 em uma batalha contra o czar búlgaro Joanitzes próximo a Adrianópolis. Por seu irmão Henrique combateu contra os búlgaros e depois contra os exilados bizantinos sob Teodoro I Láscaris.
Depois que Henrique suprimiu a rebelião dos lombardos sob Oberto II de Biandrate no Reino de Salonica (janeiro de 1209), Eustáquio foi colocado por seu irmão como regente do infante rei Demétrio. No parlamento de Ravenica (maio de 1209) Eustáquio contraiu matrimônio com Angelina, filha do déspota do Epiro, Miguel I Comneno Ducas. Seu matrimônio foi arranjado por seu pai para selar sua aliança com o Império Latino. Desde 1214 Salonica foi atacada por Teodoro Comneno Ducas.
Eustáquio morreu provavelmente em 1216, como seu irmão. Por volta de 1217, foi nomeado outro regente de Salonica, Bertoldo II de Katzenelnbogen.